# پایینا
پایینا (به صربی: Paljina) یک منطقهٔ مسکونی در صربستان است که در نیش واقع شده‌است.